# إدوارد بارتلز
إدوارد بارتلز (بالإنجليزية: Edward Bartels)‏ مواليد 8 أكتوبر 1925، كان لاعب كرة سلة أمريكي. بدأ مسيرته الاحترافية في سنة 1949. بلغ طوله 6 قدم 5 بوصة (2.0 م). اعتزل اللعب في 1951. لعب مع نيويورك نيكس وواشنطن كابيتولز.

## روابط خارجية
- إدوارد بارتلز على موقع إن بي أي (الإنجليزية)
- إدوارد بارتلز على موقع سبورتس رفرنس (الإنجليزية)
- إدوارد بارتلز على موقع كلية كرة السلة في سبورتس رفرنس.كوم (الإنجليزية)
- إدوارد بارتلز على موقع ريلجم (الإنجليزية)
- إدوارد بارتلز على موقع بروبوليرز (الإنجليزية)